# Alessandra Perilli
Alessandra Perilli (Rimini, 1º aprile 1988) è una tiratrice a volo sammarinese.
Ai Giochi olimpici di Tokyo ha vinto la medaglia di bronzo nel trap femminile, primo storico podio alle Olimpiadi per San Marino, e l'argento nel trap a squadre con Gian Marco Berti.

## Carriera
Figlia di Claudio Perilli, già campione italiano di fossa olimpica, e della sammarinese Grazia Raschi, segue le orme del padre e della sorella Arianna che debuttò quindicenne nella nazionale italiana di tiro a volo agli europei di Bologna nel 1991, per poi rappresentare dal 2009 il Titano, paese di origine della madre.
Ha vinto due prove di coppa del Mondo nel 2011, in Cile e in Australia, che le hanno valso la qualificazione alle Olimpiadi di Londra 2012. Portabandiera di San Marino alla cerimonia d'apertura, ha chiuso la gara di Trap al quarto posto, dopo aver perso lo spareggio a tre per l'argento e il bronzo. Ai Giochi Olimpici di Tokyo, si è qualificata alla finale di Trap con il secondo miglior punteggio; nella finale del 29 luglio, la sammarinese si è piazzata al terzo posto e ha conquistato la prima medaglia della storia di San Marino ai Giochi olimpici. Ha poi conquistato l'argento nella fossa a squadre insieme a Gian Marco Berti.
Nel suo palmarès figurano anche una medaglia d'oro e due medaglie di bronzo ai Giochi del Mediterraneo, una d'argento ai Giochi dei piccoli stati d'Europa di Cipro 2009, una di bronzo a squadre ai Mondiali di Monaco 2010, un argento e un bronzo nelle gare di trap singolo e misto del torneo di Tiro ai I Giochi europei a Baku 2015.

## Palmarès
Olimpiadi
- 2 medaglie:
  - 1 argento (trap a squadre a Tokyo 2020)
  - 1 bronzo (trap a Tokyo 2020)

Mondiali
- 1 medaglia:
  - 1 bronzo (trap a squadre a Monaco di Baviera 2010)

Europei
- 2 medaglie:
  - 2 bronzi (trap a Lonato del Garda 2019, trap a squadre a Lonato del Garda 2024)

Giochi Europei
- 1 medaglia:
  - 1 bronzo (trap a squadre a Baku 2015)

Giochi del Mediterraneo
- 3 medaglie:
  - 1 oro (trap a Tarragona 2018)
  - 2 bronzi (trap a Pescara 2009 e Mersin 2013)